# موش کیسه‌دار ناراستین هارنی
موش کیسه‌دار ناراستین هارنی (نام علمی: Pseudantechinus bilarni) نام یک گونه از سرده موش کیسه‌دار ناراستین است.